# Théo Rey
Théo Rey (* 4. Januar 2000 in Marmande) ist ein französischer Basketballspieler.

## Laufbahn
Der gebürtig aus Marmande stammende Rey wechselte als Jugendlicher in den Nachwuchsbereich von JL Bourg-en-Bresse. Im Oktober 2018 wurde Rey im Duell mit Châlons-Reims erstmals in der ersten französischen Liga zum Einsatz gebracht. Im Mai 2019 zog er sich eine schwere Knieverletzung zu. Im Januar 2021 wurde er an den Zweitligisten BC Gries-Oberhoffen ausgeliehen.
Von 2021 bis 2023 spielte Rey beim Drittligisten LyonSO, im Sommer 2023 wechselte er innerhalb der Liga zu AS Loon Plage Basket. Auch mit USAP Basket Avignon Le Pontet war er in der dritten Liga vertreten, im Sommer 2025 ging er zu STB Le Havre (ebenfalls dritte Liga).

### Nationalmannschaft
Im Frühjahr 2018 nahm er mit der französischen U18-Nationalmannschaft am Albert-Schweitzer-Turnier in Deutschland teil.